# Tache (comics)
Pour les articles homonymes, voir La Tache (homonymie).
Jonathon Ohnn, alias la Tache (« Spot » en VO) est un super-vilain évoluant dans l'univers Marvel de la maison d'édition Marvel Comics. Créé par le scénariste Al Milgrom et le dessinateur Herb Trimpe, le personnage de fiction apparaît pour la première fois dans le comic book Peter Parker, the Spectacular Spider-Man #97 en décembre 1984. Dans cette version le docteur Jonathon Ohnn, génie scientifique, a eu le corps recouvert de portails interdimensionnels en forme de taches noires après une expérience ratée sur les pouvoirs de l'Épée.
Ce personnage est l’antagoniste principal des films d'animation Spider-Man : Across the Spider-Verse, sorti en 2023 et celui de sa suite initialement prévue pour 2024, Spider-Man : Beyond the Spider-Verse, dont la sortie a été repoussée en 2027 à la suite de la grève de la Writers Guild of America de 2023.

## Dans d'autres médias

### Cinéma
Le personnage fait une brève apparition muette dans le film Spider-Man: New Generation, sorti en 2018, son implication dans les événements du premier film (révélé dans le second) en font l’antagoniste principal des films Spider-Man: Across the Spider-Verse (2023) et Spider-man: Beyond the Spider-verse (2027) Interprété par Jason Schwartzman en VO il est doublé par Jean-Christophe Dollé pour la version française.

### Jeu Vidéo
La Tache est un personnage jouable du jeu vidéo de 2015 Marvel: Future Fight.